# Mikko Hyvärinen
Johannes Mikael „Mikko“ Hyvärinen (* 8. Januar 1889 in Kontiolahti; † 6. Juni 1973 in Kuopio) war ein finnischer Gerätturner.
Er nahm an den Olympischen Sommerspielen 1912 in Stockholm teil und gewann mit dem finnischen Team die Silbermedaille im Freien Turnen. Sein Bruder Eero Hyvärinen war ebenfalls im Team.